# Channichthys bospori
Channichthys bospori — вид окунеподібних риб родини Білокрівкові (Channichthyidae). 

## Історія відкриття
Типовий зразок виду знайдений у 1990 році під час антарктичної експедиції науково-дослідного судна «Професор Мєсяцев» у район Кергеленських островів. Описаний у 1995 році українським іхтіологом Г. О. Шандиковим. Назва походить від античного царства Боспор, яке знаходилося на місці сучасної Керчі.

## Поширення
Вид поширений у Південному океані біля берегів острова Херд та острова Кергелен на глибині до 126 м. Живиться дрібною рибою та крилем.